# Intercalarispora nigra
Intercalarispora nigra är en svampart som beskrevs av J.L. Crane & Schokn. 1983. Intercalarispora nigra ingår i släktet Intercalarispora, divisionen sporsäcksvampar och riket svampar.   Inga underarter finns listade i Catalogue of Life.